# Horka (Crostwitz)

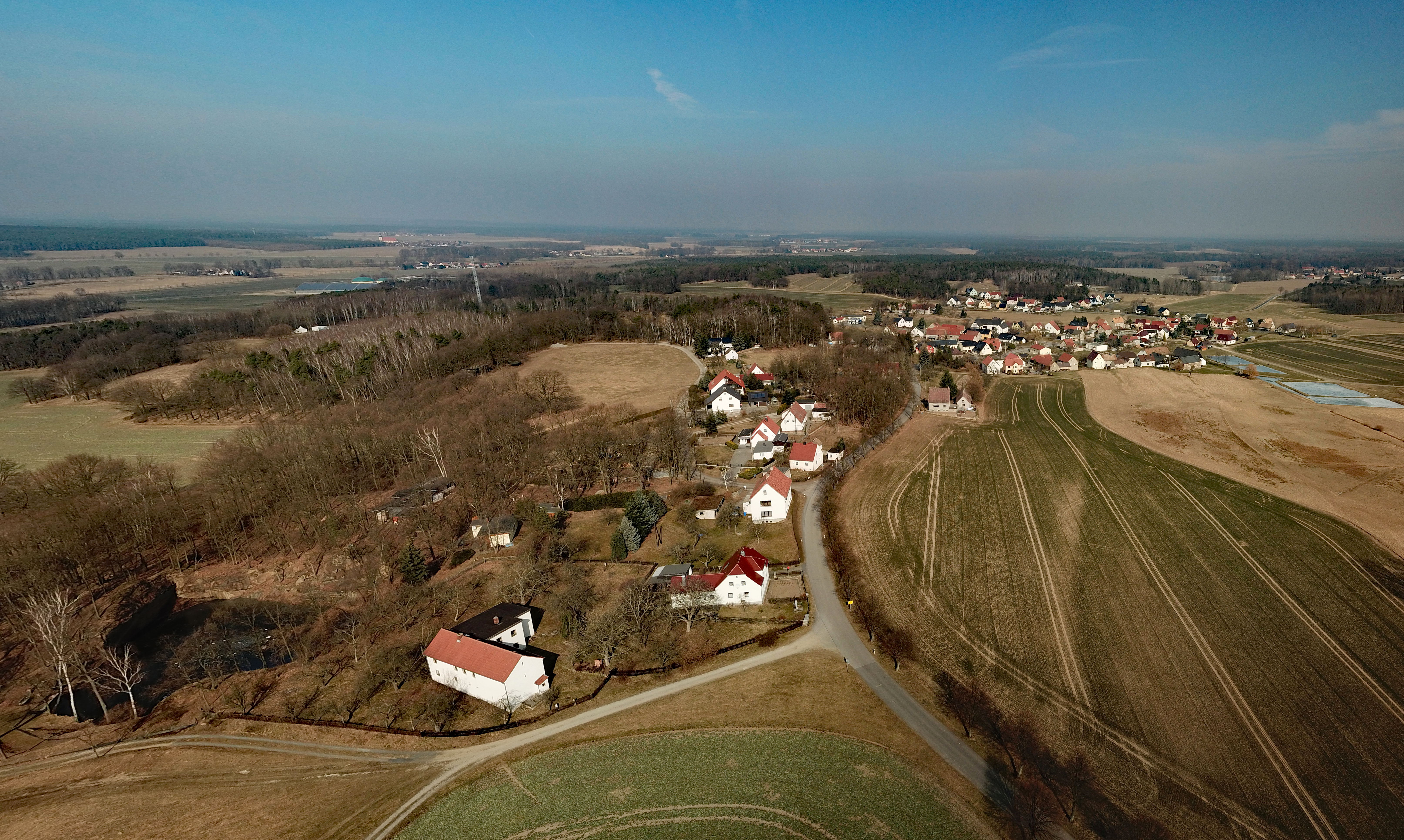
Luftbild

Horka, obersorbisch Hórkiⓘ, ist ein Dorf in der Oberlausitz. Es liegt im Zentrum des ostsächsischen Landkreises Bautzen und gehört seit 1974 zur Gemeinde Crostwitz. Horka hat 239 Einwohner und zählt zum Siedlungsgebiet der Sorben. Der größte Teil der Bevölkerung spricht Obersorbisch als Muttersprache.
Der deutsche Ortsname leitet sich von der ursprünglichen sorbischen Bezeichnung ab, die so viel wie „mehrere Hügel“ bedeutet (hórka = Hügel) und auf die Lage des Ortes verweist.

## Geografie

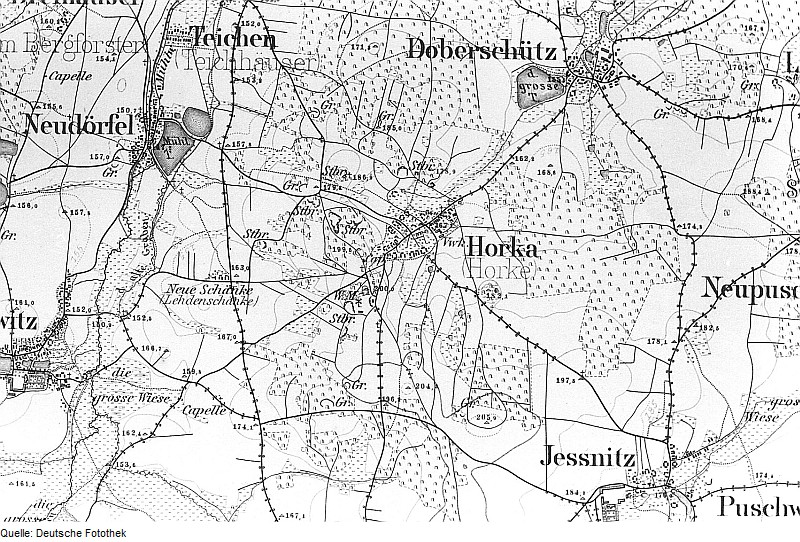
Horka und Umgebung auf dem Meßtischblatt von 1884

Horka befindet sich etwa 18 Kilometer nordwestlich von Bautzen und 12 Kilometer östlich von Kamenz zwischen 165 und 185 m ü. NN. Die Nachbarorte sind Doberschütz im Nordosten, Jeßnitz im Südosten, Crostwitz im Süden und Neudörfel im Westen. Horka liegt umgeben von bis 200 Meter hohen Hügeln im Quellgebiet des Doberschützer Baches, eines kleinen Zuflusses der Schwarzen Elster.
Nördlich und östlich des Ortes liegen kleinere Wälder; auf dem Hügel, der Horka nach Westen begrenzt, erinnert ein großes Steinbruch-Restloch an den Granitabbau nahe dem Ort. Der Steinbruch ist heute eine beliebte Badestelle sowie das Heimgewässer einer hier ansässigen Tauchschule. In der Umgebung gibt es fünf weitere, kleinere Restlöcher.
Nach der Siedlungsanlage ist Horka ein lockeres Platzdorf.

## Geschichte
Der Ort wurde vermutlich erstmals in der zweiten Hälfte des 14. Jahrhunderts als Hannos Harke erwähnt, wobei die Zuordnung hier umstritten ist. Im 17. und 18. Jahrhundert lag die Grundherrschaft beim Rittergut Räckelwitz.
Bis zum 1. Januar 1974 war Horka eine eigenständige Landgemeinde, dann wurde diese nach Crostwitz eingegliedert.

## Bevölkerung
Für seine Statistik über die sorbische Bevölkerung in der Oberlausitz ermittelte Arnošt Muka in den achtziger Jahren des 19. Jahrhunderts für den Ort eine Bevölkerungszahl von 230 Einwohnern; davon waren 226 Sorben (98 %) und vier Deutsche Ernst Tschernik zählte 1956 einen sorbischsprachigen Bevölkerungsanteil von noch 89,2 %.
1890 hatte Horka 202 Einwohner, genauso viel wie 60 Jahre zuvor. Bis in die 1960er Jahre stieg die Zahl auf etwa 300 an, um nach 1990 wieder leicht zu sinken.
Die Einwohner sind traditionell fast ausschließlich katholischer Konfession; der Ort ist seit alters nach Crostwitz gepfarrt. Der evangelische Anteil gehört zur Kirchgemeinde Schmeckwitz.

## Wirtschaft und Infrastruktur
Horka befindet sich etwas östlich der gut ausgebauten Staatsstraße 101 (Königswartha–A 4) an den Ortsverbindungsstraßen von Neudörfel und Crostwitz nach Doberschütz. Die nächste Anschlussstelle der A 4 (Uhyst am Taucher) ist acht Kilometer entfernt.
Im Jahr 1951 wurde in Horka die erste Sporteinheit – die „SG Granit Horka“ – gegründet. 1960 wurde der neue Sportplatz nördlich des Dorfes in Richtung Doberschütz eingeweiht. 1975 schlossen sich die SG Horka und die BSG Traktor Ralbitz zusammen. Seit 1993 heißt der Verein DJK „Sokoł“ Ralbitz-Horka und ist in Ralbitz ansässig. Der Horkaer Platz wird jedoch weiterhin genutzt.

## Persönlichkeiten
- Jakob Jatzwauk (Jakub Wjacławk; 1885–1951), Bibliothekar und Slawist
- Jurij Chěžka (1917–1944), sorbischer Dichter. Eine Gedenktafel im Ort erinnert an ihn.
- Jan Wornar (1934–1999), sorbischer Schriftsteller
- Jurij Koch (* 1936), sorbischer Schriftsteller. Horka ist unter anderem Schauplatz seines Romans Na kóncu dnja („Am Ende des Tages“), der im Jahre 1794 hier spielt. Auch sein 1963 erschienenes erstes Werk, die Erzählung „Židowka Hana“ („Jüdin Hana“), spielt in Horka und beruht auf der wahren Geschichte von Annemarie Kreidl-Schierz.
- Annemarie Kreidl (1918–1943), nach ihren Adoptiveltern auch Annemarie Schierz bzw. auf Sorbisch Hana Šěrcec genannt. Sie war die uneheliche Tochter einer in Dresden wohnenden jüdischen Mutter, wuchs jedoch bei sorbisch-katholischen Adoptiveltern auf. 1942 wurde sie verhaftet und wahrscheinlich im Jahr darauf ermordet.[4][5] An sie erinnert u. a. ein in sorbischer Sprache gestalteter Stolperstein in Horka.